# Strandgut (1953)
Strandgut (Originaltitel:Forbidden) ist ein US-amerikanischer Film von Rudolph Maté aus dem Jahr 1953 mit Tony Curtis und Joanne Dru in den Hauptrollen. Seine Premiere hatte der Film am 2. Dezember 1953 in den USA. In der Bundesrepublik Deutschland wurde er erstmals am 15. Januar 1954 in den Kinos gezeigt.

## Handlung
Eddie Darrow arbeitet für den amerikanischen Gangster Barney Pendleton, der ihn nach Macao schickt, um seine mit brisanten Dokumenten verschwundene Ex-Frau Christine Lawrence zu finden und sie zurück nach Philadelphia zu bringen. Der Gangster hat bewusst Darrow dafür ausgewählt, denn Eddie und Christine hatten früher ein Verhältnis, weswegen Pendleton auf einen hohen persönlichen Einsatz Eddies spekuliert. Um die alte Liebe nicht wieder neu erblühen zu lassen, lässt Pendleton Darrow durch seinen Schläger Cliff Chalmer überwachen. Durch den Portier seines Hotels erhält Eddie den Tipp, seine Nachforschungen im Lisbon Club, einem berüchtigten Spielcasino zu starten. Vor dem Spielcasino rettet Eddie einen ihm unbekannten Sportwagenfahrer vor mehreren chinesischen Angreifern. Der Gerettete stellt sich als Besitzer des Klubs Justin Keit heraus und lädt Eddie zu sich nach Hause ein. Die Verlobte Keits stellt sich als Christine raus. Eddie befragt Christine vor den Ohren Keits zu ihrer Flucht aus Philadelphia. Diese benimmt sich verhalten und bittet, die Vergangenheit ruhen zu lassen. Um Eddie im Auge zu behalten, gibt Keit ihm einen Job im Lisbon Klub um als Sicherheitsbeauftragter Falschspieler zu entlarven und Unregelmäßigkeiten zu melden. Eddie nimmt den Job an und verspricht, die Vergangenheit ruhen zu lassen. Im Casino freundet sich Eddie mit dem asiatischen Pianisten Allan an.
Als der Spieler und mutmaßliche Gangster Hon-Fai beim Verlassen des Casinos ausgeraubt und getötet wird, vermutet Eddie, dass Justin dahintersteckt. In einem persönlichen Gespräch macht Christine Eddie klar, dass sie Justin nicht liebt und sie Eddie nur verlassen hat, um ihn zu beschützen. Als sich die beiden küssen, klingelt das Telefon und Keits unterbricht die romantische Situation. Trotzdem findet das ehemalige Paar wieder zueinander. Chalmer gibt sich Eddie als Handlanger Pendletons zu erkennen und unterstellt ihm, mit Christine fliehen zu wollen. Eddie hingegen behauptet, dass er voll und ganz beabsichtigt, Pendletons Anweisungen Folge zu leisten und Christine in die Staaten zurückzubringen. Christine, die das Gespräch belauscht hat, beschließt enttäuscht, Justin zu heiraten. Allan, der sich als verdeckter Ermittler zu erkennen gibt, warnt Eddie und Christine vor einem anstehenden Bandenkrieg. Es gelingt Allan, Eddie und Christine an Bord eines Frachtschiffs zu schmuggeln, das nach San Francisco fährt. Keit, der mit seinen Leuten die Verfolgung aufgenommen hat, erkennt das Schiff als einzige Fluchtmöglichkeit und stellt Eddie auf dem Frachter. Im Zweikampf kann Eddie seine Gegenspieler besiegen, als einer von Keit Männern unter einem herabgestürzten Container eingeklemmt wird und sich durch einen Schuss bemerkbar machen will, explodiert der Frachter.
Eddie und Christine gelingt die Flucht vom Schiff. Mit den veröffentlichten Dokumenten bringen sie Pendleton hinter Gitter und beginnen ein neues Leben.

## Rezeption
Das Lexikon des internationalen Films beschreibt das Werk als „Sorglos geschriebene und inszenierte Krimiunterhaltung.“.
Cinema beschreibt den Film mit „Für die Stars gibt's den roten Daumen, für die Story nicht.“ und zieht das Fazit „Kleiner B-Krimi mit Hang zu Größerem.“.

## Soundtrack
Im Film wird wiederholt die Melodie des von Chilton Price, Pee Wee King und Redd Stewart komponierten Titels You Belong To Me gespielt. Im Spielcasino wird der Song von Mamie Van Doren in einer ihrer ersten Filmrolle dargeboten. Van Doren, die später selber einige Musikaufnahmen einsingt, wurde hier von der Sängerin Virginia Rees synchronisiert.